# Kellmünz an der Iller
Kellmünz an der Iller, Kellmünz a.d.Iller – gmina targowa w Niemczech, w kraju związkowym Bawaria, w rejencji Szwabia, w regionie Donau-Iller, w powiecie Neu-Ulm, wchodzi w skład wspólnoty administracyjnej Altenstadt. Leży około 30 km na południowy wschód od Neu-Ulmu, nad rzeką Iller, przy autostradzie A7 i linii kolejowej Oberstdorf – Ulm.

## Polityka
Wójtem gminy jest Wolfgang Huber, rada gminy składa się z 12 osób.
|      | Wählergemeinschaft | Razem |
| 2008 | 12                 | 12    |
| 2002 | 12                 | 12    |